# Липняговский сельский совет (Семёновский район)
Липняговский сельский совет (укр. Липнягівська сільська рада) — входит в состав
Семёновского района
Полтавской области
Украины.
Административный центр сельского совета находится в 
с. Великие Липняги.

## Населённые пункты совета
- с. Великие Липняги
- с. Малые Липняги